# 秋瑾
秋瑾（1875年11月8日—1907年7月15日），初名闺瑾，乳名玉姑，字璿卿，号旦吾，留學日本后改名瑾，號（或作别号）竞雄，自称鉴湖女侠，笔名秋千、汉侠女儿，曾用笔名白萍。浙江省紹興府山陰縣人，生于福建省福州府閩縣。中國近代女權運動家、革命志士。1907年7月被清廷处决于浙江绍兴。

## 生平

### 早年
秋瑾出生於一個官宦家庭，曾祖父秋家丞曾任縣令。1881年9月，秋瑾祖父秋嘉禾離福建省云霄县，赴臺灣任职于鹿港廳。1885年，父秋壽南在福建提督門幕府任內，以勞積保知縣，分發台灣。初赴台北府某縣任，卻被人捷足先得，改除台灣撫院文案。1886年，秋壽南在台灣，囑親戚何祿安護眷赴台。秋瑾隨母親兄妹道經上海，耽擱數月；後搭糧船成行。海上遇颱風；數日後，安抵台北。三個月後，隨母親兄妹返回廈門。

### 留日
1903年，秋瑾与吴芝瑛結拜，中秋，秋瑾身着男装到戏院看戏，轰动一时。不久，秋瑾和丈夫发生了婚姻危机，然后离婚。1904年秋瑾变卖首饰筹集资金于5月东渡至日本，先後入國語講習所（日語講習所）、实践女学校。在日本期间，秋瑾积极参加留日学生的革命活动，与陈撷芬发起共爱会，和刘道一等组织十人会，加入馮自由和梁慕光受孫中山委派在橫濱成立的三合会，並受封為“白紙扇”（即軍師）。

### 回国

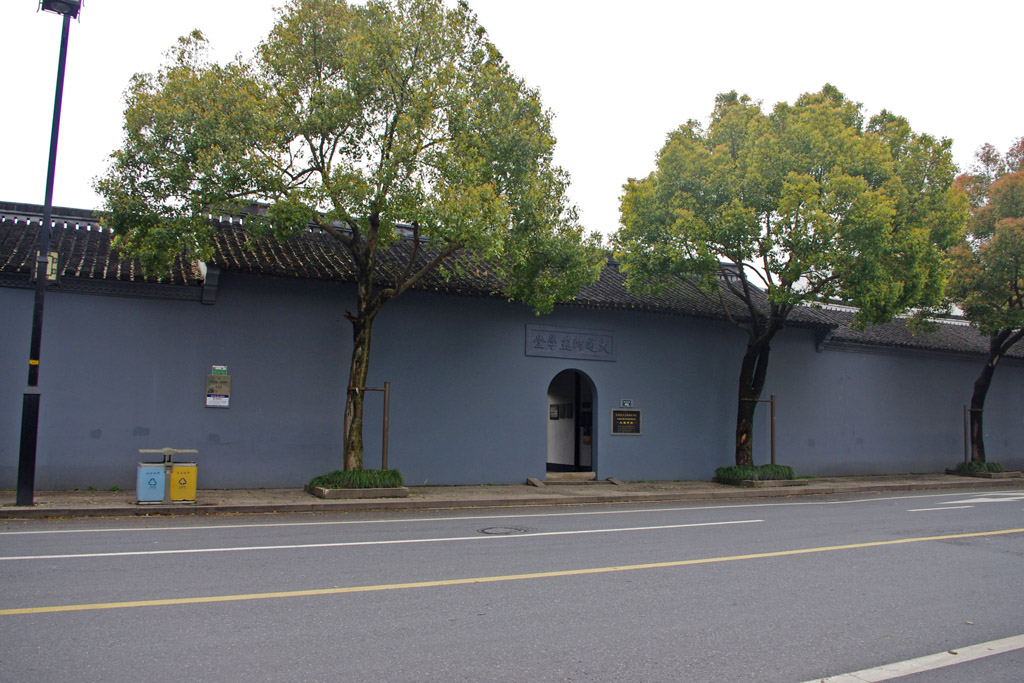
绍兴大通学堂旧址

1905年，秋瑾回国省亲，5、6月間由徐锡麟介绍加入光复会。7月15日再次东渡日本，8月经冯自由、黄元秀介绍在黄兴寓所加入了由孙中山等创立才半个月的中国同盟会。
1906年2月，因抗議日本文部省於去年11月2日頒發的《清國留日學生取締規則》而回國。据日人永田圭介《秋瑾——竞雄女侠传》所称，在回国前，秋瑾曾在陈天华追悼会上，对反对回国的鲁迅、许寿裳等人，拔出随身携带的日本刀厉声喝道：“投降满虏，卖友求荣。欺压汉人，吃我一刀。”然而，据徐双韵《忆秋瑾》一文所记载：“秋瑾发言，力主回国，词意激昂，随手从靴筒取出倭刀，插在讲台上说：‘如有人回到祖国，投降满虏，卖友求荣，欺压汉人，吃我一刀。’”顯然是表达回国反清的立场，對決定不回国的同志表示其回国之舉並非投降。坊間以此冒稱“骂鲁迅”，乃取自永田之主見，與在場他人所見，尚有出入。9月在上海組織銳峻學社（其他组织者包括尹锐志、陈伯平、姚勇忱）。
1907年1月在上海创辦《中國女報》（只出版两期，创刊号发刊于1906年农历十二月初一日，第二期出版于1907年正月二十日）。3月间回绍兴府，与徐锡麟等创办明道女子学堂。不久又主持大通学堂（1905年徐锡麟等创办，后作为绍兴光复会总机关）体育专修科，并任学堂督办。

### 就義

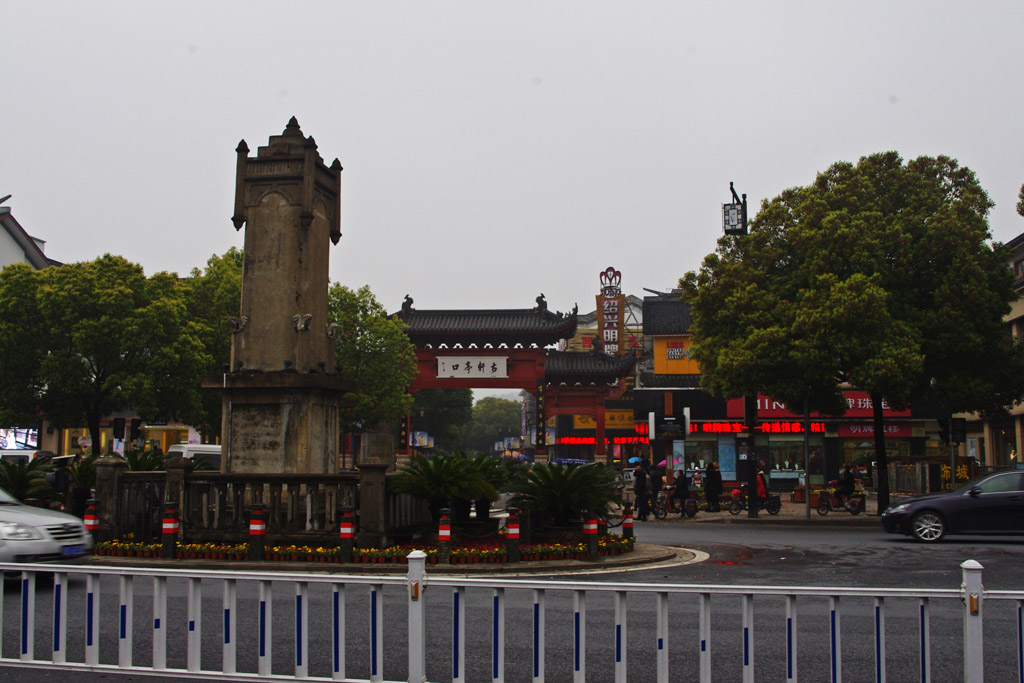
浙江省绍兴市古轩亭口，秋瑾被杀处

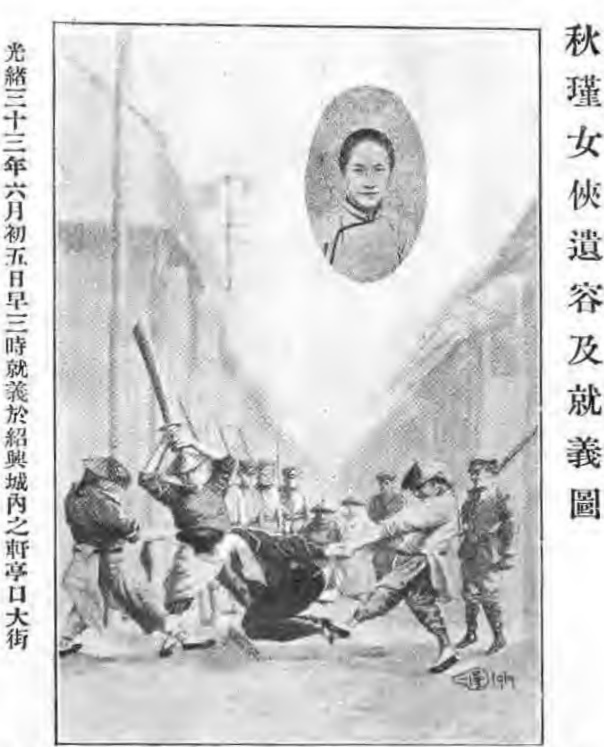
秋瑾女侠遗容及就义图

大约从年春开始筹资准备于7月由金华府起义，呼应徐锡麟在安庆起义。7月1日至7月4日，武义、金华、永康等地先后发生光复军起义，但均告失败。7月6日，徐锡麟在安庆刺杀安徽省巡抚恩铭，被捕后旋被杀，安庆起义遂告失败。徐锡麟弟徐伟供词牵连秋瑾，但秋瑾拒绝離开绍兴，认为“革命要流血才会成功”。
消息為浙江巡撫張曾敭得知，大為震怒，知悉徐錫麟與紹興大通學堂督辦秋瑾乃為同黨，氣急敗壞。當即急電紹興府知府貴福，派山阴县令李鍾嶽查封大通學堂。7月14日，李鍾嶽帶領標兵、管帶到大通學校查抄。李鍾嶽深恐軍隊亂開槍，特地乘轎在前，軍士只得朝天鳴槍。人馬剛至時，校門緊閉，校內有槍還擊，李在轎內，大聲喊話：“本縣在此，大家放心，無須開槍。”軍士遂破校門而入，師生四散。縣令怕傷及秋瑾，喝令兵士不得射擊女子。此時，秋瑾正穿著長袍立在屋脊上，聽縣令喊話便脫下長袍。軍士見是女子，不復射擊，得免于難。因放暑假，這次查抄只逮到秋瑾和8名學生。另在水澄橋河下溺斃1人，校牆外跌死1人，並搜出槍數十支，子彈若干。
秋瑾下午四時在她自己工作地點大通學堂被捕，被关押在卧龙山（即府山）监狱（今卧龙山建有风雨亭）。貴福、李鍾嶽及會稽縣令李瑞年，行三堂會審。次日，貴福責令李鍾嶽派人到紹興城外秋瑾母親家查抄。李鍾嶽故意草草了事，裝作一無所獲。李鍾嶽命將秋瑾等9人，提到衙內花廳。秋瑾口供僅寫“秋風秋雨愁煞人”一詩句。隨後，李鍾嶽即到紹興府向貴福報告審訊情形。貴福愀然不悅。因秋瑾為保護其他仁人志士不受牽連，而使得貴福惱羞成怒必殺秋瑾而後快。貴福當晚赴杭，向張曾敭作假報告，說秋瑾對造反之罪，業已供認不諱。
7月15日凌晨三、四时，于浙江省绍兴古轩亭口被五花大绑着處斬，时年31岁。
时论认为對女流之辈的秋瑾处以斩刑過於殘酷，即使是当时憎恨革命黨人的守旧派，亦不認同官府的處理手法。秋瑾尸体由大通学堂洗衣妇王安友等人裹殓，后由同善堂收殓，草葬于卧龙山麓。之后，其灵柩数迁。官方於事後曾通缉数十人，迫于舆论未再追究（只二人被勒捐钱）。秋瑾被杀，导致官方开始打压女校。
秋瑾遇害兩週後，張曾敭致電貴福：“報紙中載：該匪當堂書‘秋風秋雨愁煞人’七字，有無其事？有即送核。”當日，貴福復電“七字在山陰李令手，已晉省。”可見實有其事。貴福懷疑李鍾嶽偏袒，有意開脫。在得到浙江巡撫同意“將秋瑾先行正法”復電後，立即召見李鍾嶽，令他執行。李鍾嶽說：“供、證兩無，安能殺人？”

### 後事

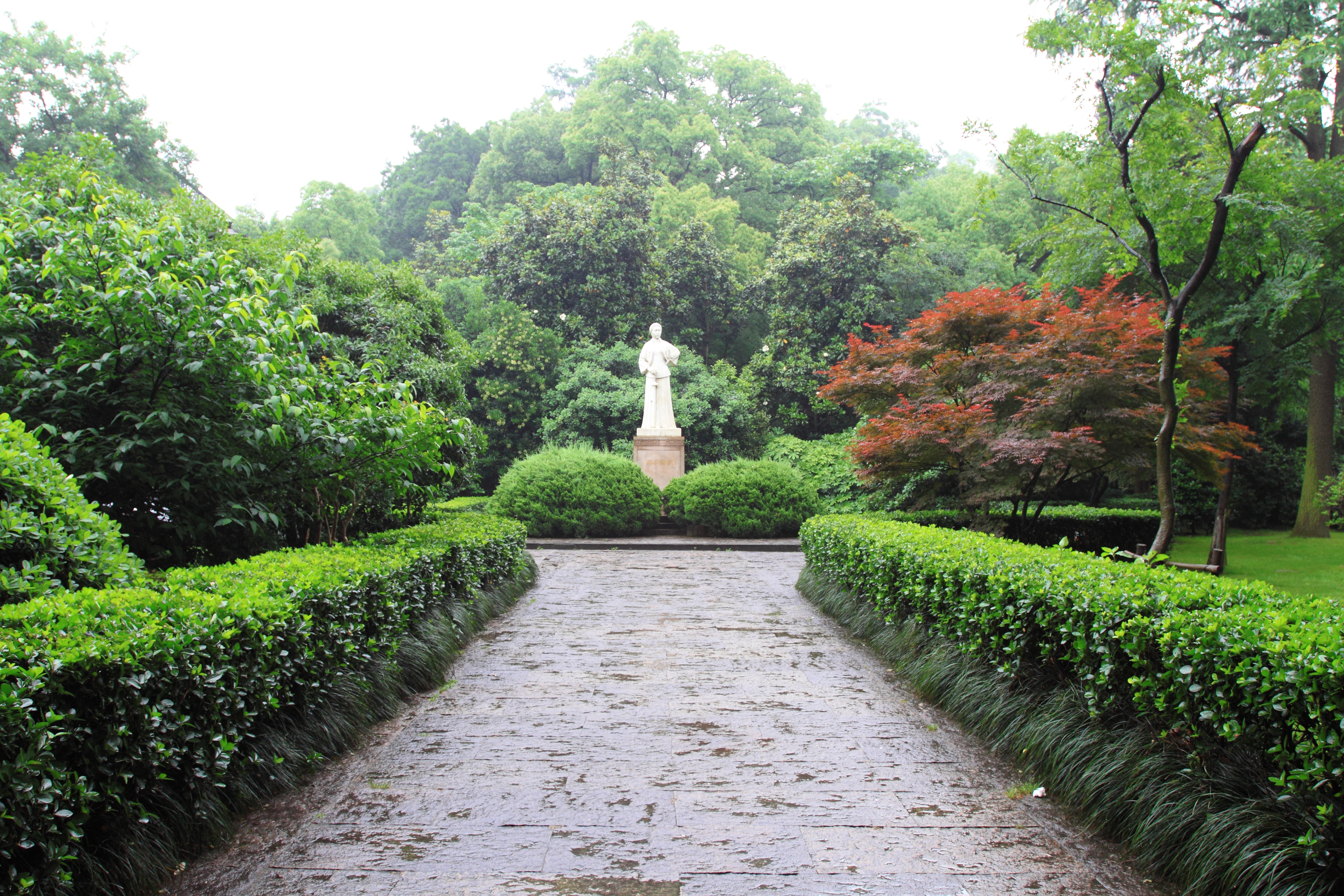
杭州西湖秋瑾墓全貌

1908年，被怀疑出卖秋瑾的胡道南被光复会暗杀，但蔡元培谓胡道南被暗杀，誠属冤死。1912年1月，有報章報導，胡道南確是告密人。
瑾旣被害，暴屍道路，無敢收葬者，其女友徐寄塵、吳芝瑛等收其遺骸，葬之西湖，清吏惡之，滿御史常徽上疏請夷其塚，清吏恐激民變，囑其兄桐出名遷柩，以還紹興，己酉（1909年）冬，其子自湖南來，遷瑾柩歸湖南，與其夫延鈞合葬焉。
1912年，秋瑾遗骨经湘、浙两省协商迁回浙江杭县西湖西泠桥畔原墓地，墓旁修建风雨亭，亭以秋瑾临刑前绝笔“秋風秋雨愁煞人”句而得名。大门使用红砖砌成。1月26日，徐自華等人，在大善寺開追悼秋瑾大會。12月10日，孫中山親至秋墓祭悼，並撰題輓聯：「江戶矢丹忱，重君首贊同盟會；軒亭灑碧血，愧我今招俠女魂。」
1936年，李鍾嶽之子《民國日報》記者李江秋，專赴杭州，與秋瑾之弟秋宗章相見。秋宗章告訴李江秋：“先姊在家，獨居一小樓，所有與先烈來往信件，均藏其中。六月初四（農曆）大通被查抄時，全家均逃難，故一切未及掩藏。令父李鍾嶽先生在查抄前，已問明小樓為秋女士所居，故意不令檢查，否則必連累多人”。此足證明李鍾嶽救人于難的苦心。
1956年，毛澤東住在杭州期间，表示西湖邊的墳墓太多，應該遷葬让死人也过集体生活。1964年10月至11月间，胡乔木在杭州所写的《沁园春·杭州感事》（经毛泽东亲笔修改）一词中，又暗指包含秋瑾墓在内的一众西湖古迹是“土偶欺山，妖骸祸水”，鼓吹要“扫此荒唐”。此后，当地政府开始对西湖周边墓冢进行突击拆除。1965年1月28日晚，杭州市园林管理局西北管理处工人将钢筋混凝土砌成的秋瑾墓炸开，然后凿开棺材，取出秋瑾遗骨以及陪葬遗物，随后遗骨被装入陶罐埋到龙井路双峰村边的吉庆山马坡岭脚已经准备好的土穴中。
1981年，秋瑾墓在西泠桥另一端重建，塑汉白玉全身像，并镌有孙中山的手迹“巾帼英雄”。

## 親人
- 祖父嘉禾
- 祖母余氏
  - 父壽南
  - 母單氏
    - 兄譽章[註 1]
    - 妹閨珵，字珮卿，易名秋珵

  - 庶母孫氏
    - 弟宗章
    - 夫王廷鈞
      - 子沅德，字仲瀛，號艾潭，後易名重民（1897-1955年）
      - 女桂芬, 字燦芝（1901年—1967年）

## 著作
秋瑾精於詩詞，著有《感懷》、《感時》等，其著作輯錄计有《秋瑾诗词》、《秋女士遗稿》、《秋女烈士遗稿》、《精卫石》（小说）、《秋瑾遗集》、《秋瑾女侠遗集》、《秋瑾史迹》、《秋瑾集》等数种。

## 吴芝瑛悼秋瑾诗
《哀山阴》（二首）

“爰书滴滴冤民血，能达君门死亦恩。今日盖棺论未定，轩亭谁与赋招魂？”

“天地苍茫百感身，为君收骨泪沾巾。秋风秋雨山阴道，太息难为后死人。”

《简寄尘（徐自华）》

“昔日同游地，今朝来哭君。百年谁不死，三尺此孤坟。时事那堪道，英灵自有群。行人痛冤狱，掩泪话殷勤。”

“碧血千年事，悠悠那足论。此心天可白，一死我何言。玄酒空山奠，孤亭落日昏。旧交三两在，谁与诉烦冤？”

《西泠吊鉴湖》

“大樽放饮尔如何？回首江亭老泪多。今日西泠拚一恸，不堪重唱宝刀歌。”

“忍忆麻衣话别时，天涯游子泪如丝。独看落日下孤冢，别有伤心人未知。”

“独荐寒泉证旧盟，可堪生死论交情。罪名莫更王涯问，党祸中原尚未平。”

“不幸传奇演碧血，居然埋骨有青山。南湖新筑悲秋阁，风雨英灵倘一还。”

题秦岐农《西泠悲秋图》

“风雪渡江去复还，故乡归骨为兄难。挑灯漫纪山阴狱，恐有冤魂诉笔端。”

“杜鹃啼血土花新，海内争传法外仁。莫向西泠桥上望，更无风雨亦愁人。”

## 文藝作品

### 小說與戲剧
秋瑾死後不久，《小说林》杂志就连续刊出了多种以秋瑾为题材的小说和戏曲。小说有包天笑的长篇连载《碧血幕》，吴梅、龙禅居士的杂剧《轩亭秋》、《碧血碑》，啸卢的传奇《轩亭血》等。其他相关题材的小说有静观子的《六月霜》、尚武静观自得主人的《女铜象》、红叶的《十年游学记》、哀民的《轩亭恨》、无生的《轩亭复活记》（后改题《秋瑾再生记》）；戏曲有悲秋散人的杂剧《秋海棠》，伤时子、萧山湘灵子及古越嬴宗季女的传奇《苍鹰击》、《轩亭冤》、《六月霜》。
中華民國成立前后，进化团和春阳社两家文明戏剧团首先演出《秋瑾》，随后新民社、民鸣社、开阳社、启明社等剧团也相继上演。
1919年4月，魯迅《吶喊·藥》人物夏瑜之“夏”與“秋”相對，“瑜”與“瑾”相對，便是反映秋瑾其人。
1936年冬，夏衍写出了第一个话剧本《自由花》，后在40年代改名为《秋瑾传》。1940年三八妇女节时在延安上演了四幕话剧《秋瑾》。
1959年，成容编剧、朱端钧执导越剧《秋瑾》上演；该剧系上海越剧院向国庆10周年献礼剧目，由袁雪芬院长饰秋瑾，偕实验剧团师生联袂演出。
1981年辛亥革命七十周年，中国大陸戏剧舞台更出现一阵“秋瑾热”：北京京剧院二团的《风雨千秋》、上海人民艺术剧院二团的《秋风秋雨》、浙江歌舞团的《秋瑾》、杭州话剧团的《秋瑾》、江苏省昆剧团的《鉴湖女侠》、天津市京剧三团的《鉴湖女侠》、安徽芜湖市梨黄戏剧团的《鉴湖碧血》等。
2012年，红袖编剧、姚志强执导实验话剧《秋瑾》上演；该剧由中国戏曲学院大学生艺术团出演。2021年，李志永执导京剧《秋瑾》上演；该剧系中国戏曲学院向中国共产党成立100周年献礼剧目，由北京文化艺术基金资助，京剧系教师马帅饰秋瑾，偕戏曲学院师生联袂演出。

### 影視作品
- 1953年香港電影《秋瑾》（又名：碧血花） 李麗華飾
- 1970年臺灣電視公司電視劇《清宮殘夢》 張小燕飾
- 1972年港台合作电影《惊天动地》（又名：大汉英豪） 郭小庄饰
- 1976年香港麗的電視劇《十大刺客》之《秋瑾》 歐陽佩珊飾
- 1977年香港無綫電視劇《近代豪俠傳》之《秋瑾》 韓馬利飾
- 1981年臺灣中華電視公司電視劇《吾土吾民》 凌波飾
- 1984年上海电影制片厂電影《秋瑾》（改編自夏衍劇本《秋瑾传》） 李秀明飾
- 1984年香港無綫電視劇《秋瑾》 汪明荃飾
- 1995年浙江电视台、绍兴电视台、浙江飞天公司、浙江越剧团合作越劇電視劇《秋瑾》 王滨梅飾[註 2]
- 2010年天津電視台電視劇《辛亥革命》 蕭薔飾
- 2011年浙江越劇團越劇電影《秋瑾》 王滨梅飾
- 2011年陸港合作電影《辛亥革命》 宁静飾
- 2011年陸港合作電影《競雄女俠·秋瑾》 黃奕飾

### 纪录片
- 2010年中国中央电视台电视纪录片《人物·秋瑾》，2集。

### 连环画
- 《秋瑾》，1980年4月，作者：吴山明、刘国辉，人民美术出版社出版发行。
- 《秋瑾》，2004年5月，作者：汤义方，上海人民美术出版社出版发行。
- 《秋瑾》，2012年7月，作者：潘江，辽宁美术出版社出版发行。

### 歌曲
- 《秋瑾》（粤语），徐小明演唱，收录于1983年专辑《木棉袈裟·霍东阁》中。
- 《秋風秋雨》（粵語），汪明荃演唱
- 《沧海飞尘》，银临演唱，为秋瑾及其好友吕碧城而作。

### 引用
1. ↑  晨朶. . 華文出版社. 1990 （中文）. 1875年（光绪元年乙亥）11月8日（10月11日卯时）晨6时左右，瑾诞生于福建闽县，原名闺瑾，乳名玉姑，又名瑜娘，字璇集时父秋寿南年26岁，母单氏年31岁，随祖父秋嘉禾丁忧居闽县。
2. ↑  山木. . . 國際文化出版社. 1989年: 512–530.
3. ↑  陈正宽. . 《齐鲁晚报》. 2007-02-06  [2013-03-30]. （原始内容存档于2013-02-04） （中文（简体））.
4. ↑  澹台明. . （原始内容存档于2015） （中文）.
5. ↑  . 神州日報 (上海). 1912-01-19. 浙函：往者秋瑾之獄，一切案卷悉存紹府兵科，所有越紳告密情形，人皆茫然莫曉，頃由同盟會女會員徐寄塵密遣同志赴越，將此項卷宗全行取出，乃知告密者確爲胡宗舜道南其人，惟胡氏早經鎗斃，其餘似可不究，惟又查得一毀墓主動人章介眉，業由紹軍分府拿獲……
6. ↑  馮自由. .  第二集. 重慶: 商務印書館. 1943.
7. ↑  同上. 神州日報 (上海). 1912-01-19.「長沙譚都督轉湘潭上十八總義源堂鑑湖女俠令郎王仲瀛君德元鑒：近狀殊念，令慈成仁處，已由逸改建『悲秋亭』；其西冷片土，亦由徐寄塵君重建風雨亭，並立專祠矣，特聞。惟經費甚鉅，乞譚督資助尤幸。紹軍都督王逸。印。」
8. ↑  . 申報 (上海). 1912-01-12. 西冷秋墓自被掘後，久已痕跡全無，光復以後，屢經各同志提議修復，尚未實行，茲有徐女士擬重行修復，特電告孫總統云：『南京孫大總統鑒：革命成功，中原有主，敬賀萬歲。然追維義烈，俠女秋瑾，斷頭流血，實與有力，華爲營墓西湖，卒遭虜廷毀滅，心實痛之，今擬就原址建風雨亭，並改亭旁劉祠爲秋社，特聞。石門女黨員徐自華叩』
9. ↑  芥川龙之介. . 北京: 中华书局. 2007年1月: 页72. ISBN 9787101053487 （中文（简体））.
10. ↑  . 申報 (上海). 1912-01-29. 元月二十六號（即初八日）下午一時，『秋社』假大善寺開追悼秋女士大會，到者千餘人，由臨時主席徐寄塵女士報告秋女俠歷史……至六下鐘散會
11. 1 2  . 《瞭望东方周刊》. 2009年7月  [2013-03-30]. （原始内容存档于2020-06-13） （中文（中国大陆））.
12. ↑  . 人民网. 2011年9月21日  [2013年3月30日]. （原始内容存档于2020年6月12日） （中文（简体））.
13. ↑  魏紹昌. . 郭延禮  (编). . 山東教育出版社. 1987: 512–530.

### 來源
- 《秋瑾年谱》 林逸撰 台湾商务印书馆1985年7月
- 《秋瑾》 郭长海著 新蕾出版社1993年
- 《竞雄女俠傳：秋瑾》 永田圭介 群言出版社2007年
- 《秋瑾持枪拒捕考》 郭长海 《学术月刊》1982年第12期
- 《秋瑾入同盟会时间考》 郭长海 《浙江学刊》1984年第2期
- 《秋瑾与演说练习会》 郭长海 《演讲与口才》1985年第1期
- 《秋瑾事迹研究》 郭长海等编著 东北师范大学出版社1987年
- 《关于秋瑾生年争论之我见》 郭长海 《辛亥革命史丛刊》第8辑（1991年）
- 《秋瑾全集笺注》 郭长海 郭君兮辑注 吉林文史出版社2003年
- 《吴芝瑛葬秋瑾诗文纪事》 郭长海 《江淮文史》2007年第2期
- 《秋瑾研究资料·文献集》 郭长海 秋经武 宁夏人民出版社2007年
- 《秋瑾诗文集》 郭长海 郭君兮 浙江古籍出版社2013年
- 《秋瑾集外文诗辑存》 郭长海 《社会科学战线》1981年第4期
- 《秋瑾〈警告我同胞〉下 百年后浮出水面》 郭长海 《绍兴日报》2010年3月8日第3版
- 《徐自华集》 郭长海 郭君兮 浙江古籍出版社2014年